# Eduardo Farah Hayn
Eduardo Farah Hayn (Callao, 4 de noviembre de 1939) es un empresario, ingeniero industrial y político peruano. Fue congresista de la república durante el periodo 2000-2001 y vicepresidente de la CONFIEP. También fue presidente de la Sociedad Nacional de Industrias en 2 ocasiones.

## Carrera política

### Congresista de la República
Para las elecciones generales del 2000, Farah fue anunciado como candidato a la primera vicepresidencia en la plancha presidencial de Luis Castañeda Lossio por el recién creado partido Solidaridad Nacional. Sin embargo, la candidatura quedó en el 5.º lugar de las preferencias tras la segunda reelección de Alberto Fujimori a la presidencia de la república. En las mismas elecciones, Farah también postuló al Congreso de la República encabezando la lista parlamentaria de Solidaridad Nacional y fue elegido como congresista de la república, con 19,193 votos, para el periodo parlamentario 2000-2005.
A días de su juramentación, Farah sorpresivamente se pasó a las filas de Perú 2000, siendo el primer congresista tránsfuga del legislativo. Esto se debía a los sobornos generados por Vladimiro Montesinos. Farah fue también blanco de polémicas al tratar de justificar su pase al fujimorismo, donde en una entrevista televisiva dijo que "Yo pierdo plata yendo al Congreso".
Durante su labor en el legislativo, fue presidente de la Comisión de Pequeña y Micro Empresa (2000). También fue miembro de la Comisión de Turismo del Congreso, de la Comisión de Energía, Minas y Pesquería (2000-2001), miembro de la Comisión de Industria y Comercio (2001) y miembro de la Comisión Permanente.
En noviembre del 2000, tras la publicación de los Vladivideos y la renuncia de Alberto Fujimori a la presidencia de la república mediante un fax desde Tokio, su cargo parlamentario fue reducido hasta el 2001 donde se convocó a nuevas elecciones generales.
Farah luego reapareció cuando fue elegido por segunda vez como presidente de la Sociedad Nacional de Industrias desde 2006 hasta el 2009, siendo reemplazado por Pedro Olaechea.